# Miller Lite 225 1999
Miller Lite 225 1999 var ett race som var den sjunde deltävlingen i CART World Series 1999. Racet kördes den 6 juni på Milwaukee Mile utanför Milwaukee, Wisconsin. Paul Tracy tog sin första seger på två år. Vid 30 års ålder hade Tracy varit uträknad, efter att ha blivit klart besegrad av Dario Franchitti ända sedan de blev stallkamrater i Team KOOL Green från 1998 års säsong, men på Milwaukee 1999 kunde Tracy ta en efterlängtad fjortonde seger. Toppförarna i mästerskapet misslyckades med att nå framstående resultat, vilket bjöd in andraplacerade Greg Moore i kampen om titeln igen. Juan Pablo Montoya behöll ledningen före Dario Franchitti, medan Moore krympte avståndet ordentligt.

## Slutresultat
| Plats | Förare               | Team                     | Grid | Kvaltid |
| ----- | -------------------- | ------------------------ | ---- | ------- |
| 1     | Paul Tracy           | Team KOOL Green          | 6    | 22,271  |
| 2     | Greg Moore           | Forsythe Racing          | 3    | 22,133  |
| 3     | Gil de Ferran        | Walker Racing            | 16   | 22,576  |
| 4     | Jimmy Vasser         | Chip Ganassi Racing      | 2    | 22,088  |
| 5     | Adrián Fernández     | Patrick Racing           | 18   | 22,597  |
| 6     | Christian Fittipaldi | Newman/Haas Racing       | 13   | 22,502  |
| 7     | Dario Franchitti     | Team KOOL Green          | 4    | 22,135  |
| 8     | Maurício Gugelmin    | PacWest Racing           | 12   | 22,491  |
| 9     | Patrick Carpentier   | Forsythe Racing          | 8    | 22,341  |
| 10    | Juan Pablo Montoya   | Chip Ganassi Racing      | 5    | 22,252  |
| 11    | Cristiano da Matta   | Arciero-Wells Racing     | 7    | 22,286  |
| 12    | Roberto Moreno       | PacWest Racing           | 9    | 22,408  |
| 13    | Max Papis            | Team Rahal               | 17   | 22,586  |
| 14    | Alex Barron          | All American Racing      | 10   | 22,411  |
| 15    | Michael Andretti     | Newman/Haas Racing       | 11   | 22,416  |
| 16    | Michel Jourdain Jr.  | Payton/Coyne Racing      | 21   | 22,645  |
| 17    | Scott Pruett         | Patrick Racing           | 15   | 22,571  |
| 18    | Tony Kanaan          | Forsythe Racing          | 20   | 22,635  |
| 19    | Al Unser Jr.         | Marlboro Team Penske     | 22   | 22,732  |
| 20    | P.J. Jones           | Patrick Racing           | 14   | 22,537  |
| 21    | Richie Hearn         | Della Penna Motorsports  | 19   | 22,621  |
| 22    | Dennis Vitolo        | Payton/Coyne Racing      | 26   | 23,639  |
| 23    | Shigeaki Hattori     | Bettenhausen Motorsports | 24   | 22,889  |
| 24    | Robby Gordon         | Team Gordon              | 23   | 22,882  |
| 25    | Bryan Herta          | Team Rahal               | 25   | 22,969  |
| 26    | Hélio Castroneves    | Hogan Racing             | 1    | 21,931  |